# Мешитханова, Раушан Болатовна
Раушан Болатовна Мешитханова (каз. Раушан Болатқызы Мешітханова; род. 24 ноября 1995) — казахстанская тяжелоатлетка, выступающая в весовой категории до 81 килограммов. Участница чемпионатов мира и Азии.

## Биография
Раушан Мешитханова родилась 24 ноября 1995 года.

## Карьера
На чемпионате мира 2018 года в Ашхабаде Раушан выступала в весовой категории до 81 килограмма. Выступая в группе B, Раушан завоевала малую серебряную медаль в рывке, подняв 108 килограммов. Однако в толчке она сумела поднять всего 115 килограммов, опустившись на итоговое девятое место с результатом 223 кг в сумме. В том же году она выступила на международном Кубке Катара, где завоевала серебро в весовой категории до 87 кг. Мешитханова подняла в сумме 215 кг.
На чемпионате Азии 2019 года Мешитханова заняла третье место в весовой категории до 81 кг. Она подняла в сумме 205 килограммов (98 + 107). Затем она стала победительницей турнира «Challenge 210» с таким же результатом. На международном Кубке Катара она принимала участие в весовой категории до 87 килограммов и заняла итоговое четвёртое место, улучшив свой результат до 216 кг (99 + 117). На чемпионате международной солидарности заняла пятое место с результатом 210 кг.